# BSA B31-serie
De BSA B31-serie was een serie 350cc-motorfietsen die het Britse merk BSA uit Birmingham produceerde van 1946 tot 1959. Deze serie omvatte twee modellen: de BSA B31 en de BSA B32 Competition, maar formeel hoorden de 350cc-Gold Stars er ook bij. De 500cc-zustermodellen zaten in de BSA B33-serie (B33 en B34 Competion). De 350cc-modellen waren echter veel populairder omdat ze in een gunstiger belasting- en verzekeringsklasse vielen, goedkoper in aanschaf waren en minder brandstof verbruikten. 

## Voorgeschiedenis
In 1936 was topconstructeur en hoofdingenieur Valentine Page van Triumph naar BSA gekomen. In 1937 had hij de hele modellenlijn al gemoderniseerd en tevens de type-aanduidingen gewijzigd. De 250- en 350cc-modellen kregen de aanduiding "B" en de 500- en 600cc-modellen de aanduiding "M". Zo ontstonden de 250cc-B-serie (in 1938 opgevolgd door de C-serie), de 350cc-B-serie, de 500cc-M-serie en de 600cc-M-serie. De motorblokken kregen zijn signatuur: bij alle modellen werd de magdyno, die de ontsteking en de stroomvoorziening verzorgde, achter de cilinder geplaatst, aangedreven door een tandwieltrein die in een sierlijk, vleugelvormig distributiecarter zat.
De Tweede Wereldoorlog maakte een einde aan de meeste BSA-modellen. Van Val Page's BSA M20 500cc-zijklepper werden 125.000 exemplaren (de BSA W-M20) aan het Britse leger verkocht, maar de overige modellen werden niet meer geproduceerd. In 1938 vertrok Page naar zijn oude werkgever Ariel, dat inmiddels door Triumph was overgenomen.
In 1945 werd de productie weer voorzichtig opgestart, met de 250cc-zijklepper C10, de 250cc-kopklepper C11, de 500cc-zijklepper M20 en de 350cc-kopklepper B31.

### B31 in het verleden
De naam "B31" werd niet voor het eerst gebruikt. In de jaren dertig voegde BSA (zoals meer merken) het jaartal toe aan de modellen. Omdat de 250cc-modellen toen al in de B-serie vielen, kwamen in 1931 de BSA B31-1, de BSA B31-2 en de BSA B31-3 De Luxe op de markt. De getallen achter het jaartal gaven de positie in de BSA-catalogus aan. De B31-modellen stonden dus als eerste drie in de boeken. 

## BSA B31 en B32 Competion

### BSA B31 (XB31, 1945-1947)
| De BSA B31 en B32 Competition kregen bijna elk jaar een andere letter om het productiejaar aan te duiden. Deze nummers waren terug te vinden op de motor en het chassisnummer. - 1945: XB31. Frame zwart, tank verchroomd met mat-zilveren flanken en zwarte biezen. Velgen mat zilver met zwarte bies. - 1946 en 1947: XB31 en XB32: idem, maar met verchroomde spatborden, voorstandaard en kettingscherm. In 1947 verchroomde velgen met matzilver midden en zwarte bies. - 1948: YB31 en YB32: Idem, maar matzilver vervangen door groen met gouden biezen. - 1949: ZB31 en ZB32: Idem - 1950, 1951 en 1953: ZB31 en ZB32A: In 1950 geen wijzigingen. In 1951 minder chroom vanwege tekort. In 1952 tank en velgen gelakt door gebrek aan chroom. In 1953 alle modellen met verchroomde velgen, bij de ZB31 alle gekleurde delen in bordeauxrood, verchroomde tankflanken. - 1954, 1955, 1956 en 1957: BB31 en BB32A: BB31 met verchroomde tankflanken, BB32A zwart met chroom. - 1958 en 1959: GB31: verchroomde tankpanelen. Spatborden, olie- en benzinetank in amandelgroen. |

De BSA B31 was gebaseerd op de vooroorlogse BSA B29 Silver Sports en de militaire W-B30. Het belangrijkste verschil was de toepassing van een telescoopvork naar het voorbeeld van de AMC-teledraulic-vork die tijdens de oorlog al op de Matchless G3/L was gebruikt. Verder had de machine nu een deegroluitlaat in plaats van de fishtail pipe van de Silver Star en waren de haarspeld-klepveren vervangen door schroefveren. 

#### Uitrusting
De B31 had een zwart frame, een verchroomde tank met zilveren panelen en zwarte biezen en de snelheidsmeter zat in de bovenkant van de tank. De ampèremeter en de lichtschakelaar zaten boven op de koplamp. De olietank zat rechts onder het zadel, naast de accu. Tussen de buizen van het starre achterframe zat een driehoekig plaatstalen kastje voor het boordgereedschap. De diepe spatborden waren zwart gespoten. 

#### Motor
De motor was de luchtgekoelde staande eencilinderkopklepmotor met de stoterstangen in een tunnelvormige afdekking rechts van de cilinder. Rechts zat ook de aandrijving van de magdyno. Zowel de cilinder als de cilinderkop waren van gietijzer en de cilinderkop zat met vier lange bouten vast aan het carter. Dat was het stevige carter dat van de 500cc-M-serie stamde. De krukas was aan de linker (aandrijfzijde) gelagerd met een kogellager en een rollager, aan de rechterzijde alleen met een rollager. De boring bedroeg 71 mm, de slag 88 mm en de cilinderinhoud 348,4 cc. Dat waren de maten die al voor de oorlog (sinds de BSA L32-5 Blue Star van 1932) gebruikt werden. De ontsteking werd verzorgd door een 6 volt-magdyno van Lucas, die ook voor de verlichting zorgde. De carburateur was een Amal 76. 

#### Transmissie
Op het linker uiteinde van de krukas zat een transmissiedemper. In een volledig gesloten plaatstalen kettingkast zat de primaire ketting die de meervoudige droge plaatkoppeling aandreef. Dan volgde een voetgeschakelde vierversnellingsbak met kickstarter. De secundaire aandrijving verliep met een ketting in een open kettingschermpje. 

#### Rijwielgedeelte
De B31 had een open brugframe, waarbij het motorblok een dragend element was. De voorvering werd verzord door een door Herbert Perkins ontwikkelde telescoopvork. Achtervering was er niet, het comfort voor de rijder werd verzorgd door de schroefveren onder het Terry-zweefzadel. Beide wielen maten 19 inch. In beide wielen zat een 7 inch (178 mm) trommelrem. Op het stuur zat een frictie-stuurdemper en de machine had een middenbok en een voorwielstandaard. 

### BSA B32 Competition (XB32, 1946-1947)
De BSA B32 Competition kwam in januari 1946 op de markt. Het was een terreinmotor, een begrip dat toen nog ruim werd opgevat. Ze kon worden ingezet voor enduro (toen nog "Trial" genoemd) en motorcross. Als terreinmotor had ze een 21 inch voorwiel en een 19 inch achterwiel, een wide-ratio-versnellingsbak, een beschermplaat onder het carter en een swept back-uitlaat. Omdat voor wedstrijden de verlichting verwijderd kon worden kon in plaats van de magdyno ook een enkele ontstekingsmagneet worden gebruikt. De B32 had smalle, verchroomde spatborden, een verchroomd kettingscherm en een verchroomde remankerplaat.

### BSA B31 en B32 Competition (YB31 en YB32, 1948)
In 1948 veranderde de fabrieksnaam in "YB", maar er werden slechts kleine dingen gewijzigd. De snelheidsmeter kwam op een beugel op de bovenste kroonplaat en de machines kregen smallere spatborden. 

### BSA B31 (ZB31, 1949-1953)
De BSA ZB31 kreeg een inklapbare kickstarter, olieaftappluggen in de voorvork en een aftapplug in de olietank. Bovendien konden klanten kiezen voor een nieuw achterframe met plunjervering. Vanaf 1952 konden de machines met plunjervering ook van een buddyseat voorzien worden. In dat jaar werd geen chroom gebruikt vanwege het gebrek dat ontstond door het uitbreken van de Koreaanse Oorlog. Vanaf 1953 was er weer chroom beschikbaar. Toen kreeg de machine ook een koplamp-nacelle. De motor werd in 1953 ook herzien. De koelribben werden breder en er kwam een split skirt-zuiger die door een andere positie van de pistonpen een kortere drijfstang nodig maakte. Dat was het laatste jaar van de ZB31. 

### BSA B32 Competition (ZB32, 1949)
De ZB32 Competition kreeg dezelfde wijzigingen als de ZB31, maar werd alleen in 1949 geproduceerd. 

### BSA B32 Competition (ZB32A, 1950-1953)
Het Competition-model kreeg in 1950 de toevoeging "A" van "aluminium". Dat betekende dat de machine nu een aluminium cilinderkop kreeg, een afgeleide van de inmiddels geïntroduceerde Gold Stars. De machine was nu alleen nog bedoeld voor Enduro. De crossfunctie was overgenomen door de ZB32GS Gold Star.

### BSA B31 (BB31, 1954-1957)
De BB31 van 1954 kreeg een dubbel wiegframe en de exportmodellen kregen ook een swingarm-achtervering met Girling-veer/demperelementen. De binnenlandse modellen kregen die pas in 1955. De machine kreeg ook een aluminium primaire kettingkast, waardoor ook de lekkage-problemen van de oude kettingkast werden opgelost. De tank kreeg nu verchroomde zijpanelen.Alle modellen kregen een stuurslot in de kroonplaat en een buddyseat, want de zweefzadels verdwenen. In 1955 kregen alle 350cc-modellen een Amal Concentric 375-carburateur en in 1956 de bolle wielnaven van Ariel (dat in 1944 door BSA was overgenomen van Jack Sangster). De stangbediening van de achterrem werd vervangen door een bowdenkabel. De kleuren waren bordeauxrood of zwart met verchroomde tankflanken.

### BSA B32 Competition (BB32A, 1954-1957)
Ook de competitiemodellen kregen in 1954 een dubbel wiegframe, maar nog geen achtervering. Die kwam pas in 1957. Toen leken de competitiemodellen wel heel erg veel op de Gold Stars, waardoor ze hun bestaansrecht verloren. Na 1957 verdween de B32 dan ook. 

### BSA B31 (GB31, 1958-1959)
Terwijl de B32 in 1958 niet meer in de catalogus stond, werd de GB31 juist nog eens vernieuwd. Ze kreeg nu een 6 volt wisselstroomdynamo (de "G" stond voor: Generator) links op de krukas, waarvoor de transmissiedemper het veld moest ruimen. Dat werd opgelost door een Triumph-koppeling met demping in te bouwen. Het model is daarom makkelijk te herkennen aan de grotere "bult" op de primaire kettingkast waar de dynamo achter zat. Ook de wielnaven kwamen van Triumph. Dat kon omdat Triumph in 1951 ook van eigenaar Jack Sangster was gekocht. Door de nieuwe dynamo kon de magdyno vervallen en op die plaats achter de cilinder kwam nu de stroomverdeler met contactpuntjes te zitten. De bobine zat in het gereedschapskastje. De middenbok werd verbeterd en de aandrijfketting werd breder, zoals bij de A7 en A10-paralleltwins werd gebruikt.

#### Einde productie
In 1959 ging de BSA B31 uit productie. Hij werd in 1960 opgevolgd door de B40 Star, die een nieuwe motor met een gewijzigde boring/slagverhouding had. 
| BSA M24 Gold Star uit 1939    |
| BSA ZB32GS Gold Star uit 1949 |

## BSA B32 Gold Stars
Formeel behoorden de BSA B32 Gold Stars tot deze zelfde motorserie. De motoraanduiding liep dan ook synchroon (ZB en BB) met de toevoeging "GS". De toevoeging "A" voor de aluminium cilinderkoppen was overbodig omdat alle Gold Stars die hadden.
De naam "Gold Star" was al in 1938 ingevoerd met de BSA M24 Gold Star. De Gouden Ster was door Wal Handley verdiend toen hij in 1937 met de M23 Empire Star racer op het circuit van Brooklands een rondegemiddelde van meer dan 100 mijl per uur reed. De M24 Gold Star kreeg al een aangepast motorblok waarbij de stoterstangen niet meer in een aparte tunnel zaten, maar in cilinder en cilinderkop waren ingegoten. Het 350cc-zustermodel was de BSA B24 Silver Star die ook een opgevoerde motor kreeg. 

### BSA B32 Gold Star (ZB32GS, 1949-1952)
De ZB32GS en de 500cc-ZB34GS waren de eerste Gold Stars sinds 1939. Ze werden gepresenteerd op de Earls Court Show in 1948 en kwamen in 1949 op de markt. De ZB32GS was gebaseerd op de XB32 en de YB32 en werd - zonder onderscheid in type-aanduiding - als weg en trial (enduro)-model geleverd. Net als bij de oude M24 Gold Star was de stoterstangtunnel ingegoten in cilinder en cilinderkop. De weguitvoering had plunjervering, maar de trialsuitvoering had een star achterframe. Dit starre frame werd ook gebruikt tijdens de Daytona 200 van 1954, 1956 en 1957. In alle gevallen hadden de machines een semi-dubbel wiegframe, maar wel afwijkend doordat de buizen niet gelast maar gesoldeerd waren. De uitrusting (gereedschapskastje, tank, spatborden etc.) was een mengelmoesje van B31- en B32-onderdelen. Het vermogen van 24 pk bij 6.500 tpm was best hoog, gegeven het feit dat de compressieverhouding laag moest blijven omdat de motor ontworpen was voor benzine met een octaangetal van 72. 

#### Weg- enduro of cross
De fabriek maakte in de catalogus geen onderscheid tussen verschillende uitvoeringen van de Gold Star. Klanten bestelden een B32 Gold Star en konden daarna in de onderdelencatalogus kiezen uit verschillende versnellingsbakken, krukastandwielen, sturen, spatborden etc. Daarmee ontstond dan een wegversie, een trial (lees: enduromotor) of een scrambler (lees: crossmotor).  

### BSA B32 Gold Star (BB32GS, 1953-1956)
De BB32GS uit 1953 kreeg dezelfde motorische wijzigingen die de B31 ook kreeg, zoals andere koelribben en de split skirt-zuiger met kortere drijfstang. De BB32GS uit 1954 was helemaal vernieuwd, met een volledig dubbel wiegframe en swingarm-achtervering. Het frame was nu ook niet meer gesoldeerd maar gelast. Het was ontworpen door Bill Nicholson, die als coureur voor BSA in de "trials" reed maar die ook op de ontwikkelingsafdeling werkte. Hij verbeterde ook de demping van de Girling-schokdempers en de versnellingsbak. Ook werd de compressieverhouding hoger omdat er benzine met een octaangetal van 80 RON op de markt kwam. 

### BSA B32 Gold Star (CB32GS, 1954-1955)
De CB32GS verscheen al in 1954, toen de BB32GS ook nog in productie was. Vanaf dat moment was de BB32GS bedoeld als weg- en enduromotor en de CB32GS als clubmanracer. De CB was ontwikkeld door Roland Pike, die inmiddels door hoofdingenieur Bert Hopwood tot hoofd van de ontwikkelingsafdeling was bevorderd. Het meest opvallend waren de grote koelribben, die de stoterstangtunnel bijna geheel aan het zicht onttrokken. Inwendig was de bevestiging van de cilinderkop gewijzigd en de drijfstang was nu zo kort dat de vliegwielen ovaal waren om te voorkomen dat ze geraakt werden door de zuiger. Pike verving ook de dikke Girling-schokdempers door dunnere exemplaren. 

### BSA B32 Gold Star (DB32GS, 1956-1962)
De DB32GS werd eind 1955 gepresenteerd en kwam in 1956 op de markt. De gewijzigde bevestiging van de cilinderkop was weer ongedaan gemaakt, de zuiger werd ingekort zodat weer ronde vliegwielen konden worden gebruikt. De remtrommels kregen koelgaten.

#### Einde productie
Eind 1956 ging het toermodel BB32GS uit productie. De clubmanracers bleven. De DB32GS verdween in 1962 en de 500cc-Gold Star (DBD34GS) een jaar later. 

## Technische gegevens
| BSA                    | XB31                                | XB32 Competition                    | YB31                                | YB32 Competition                    | ZB31                                | ZB32 Competition                    | ZB32A Competition                   | BB31                                | BB32A Competition                   | GB31                                |
| ---------------------- | ----------------------------------- | ----------------------------------- | ----------------------------------- | ----------------------------------- | ----------------------------------- | ----------------------------------- | ----------------------------------- | ----------------------------------- | ----------------------------------- | ----------------------------------- |
| Periode                | 1945-1947                           | 1946-1947                           | 1948                                | 1948                                | 1949-1953                           | 1949                                | 1950-1953                           | 1954-1957                           | 1954-1957                           | 1958-1959                           |
| Categorie              | Toer                                | Terrein                             | Toer                                | Terrein                             | Toer                                | Terrein                             | Terrein                             | Toer                                | Terrein                             | Toer                                |
| Motortype              | Stoterstangen-kopklepmotor          | Stoterstangen-kopklepmotor          | Stoterstangen-kopklepmotor          | Stoterstangen-kopklepmotor          | Stoterstangen-kopklepmotor          | Stoterstangen-kopklepmotor          | Stoterstangen-kopklepmotor          | Stoterstangen-kopklepmotor          | Stoterstangen-kopklepmotor          | Stoterstangen-kopklepmotor          |
| Bouwwijze              | Dwarsgeplaatste staande eencilinder | Dwarsgeplaatste staande eencilinder | Dwarsgeplaatste staande eencilinder | Dwarsgeplaatste staande eencilinder | Dwarsgeplaatste staande eencilinder | Dwarsgeplaatste staande eencilinder | Dwarsgeplaatste staande eencilinder | Dwarsgeplaatste staande eencilinder | Dwarsgeplaatste staande eencilinder | Dwarsgeplaatste staande eencilinder |
| Koeling                | Lucht                               | Lucht                               | Lucht                               | Lucht                               | Lucht                               | Lucht                               | Lucht                               | Lucht                               | Lucht                               | Lucht                               |
| Boring                 | 71 mm                               | 71 mm                               | 71 mm                               | 71 mm                               | 71 mm                               | 71 mm                               | 71 mm                               | 71 mm                               | 71 mm                               | 71 mm                               |
| Slag                   | 88 mm                               | 88 mm                               | 88 mm                               | 88 mm                               | 88 mm                               | 88 mm                               | 88 mm                               | 88 mm                               | 88 mm                               | 88 mm                               |
| Cilinderinhoud         | 348,4 cc                            | 348,4 cc                            | 348,4 cc                            | 348,4 cc                            | 348,4 cc                            | 348,4 cc                            | 348,4 cc                            | 348,4 cc                            | 348,4 cc                            | 348,4 cc                            |
| Carburateur(s)         | Amal                                | Amal                                | Amal                                | Amal                                | Amal                                | Amal                                | Amal                                | Vanaf 1955: Amal 376 Monobloc 25 mm | Vanaf 1955: Amal 376 Monobloc 25 mm | Vanaf 1955: Amal 376 Monobloc 25 mm |
| Smeersysteem           | Dry-sumpsysteem                     | Dry-sumpsysteem                     | Dry-sumpsysteem                     | Dry-sumpsysteem                     | Dry-sumpsysteem                     | Dry-sumpsysteem                     | Dry-sumpsysteem                     | Dry-sumpsysteem                     | Dry-sumpsysteem                     | Dry-sumpsysteem                     |
| Compressieverhouding   | 6,5:1                               | 6,5:1                               | 6,5:1                               | 6,5:1                               | 6,5:1                               | 6,5:1                               | 6,5:1                               | 6,5:1                               | 6,5:1                               | 6,5:1                               |
| Max. Vermogen          | 17 pk bij 5.500 tpm                 | 17 pk bij 5.500 tpm                 | 17 pk bij 5.500 tpm                 | 17 pk bij 5.500 tpm                 | 17 pk bij 5.500 tpm                 | 17 pk bij 5.500 tpm                 | 17 pk bij 5.500 tpm                 | 17 pk bij 5.500 tpm                 | 17 pk bij 5.500 tpm                 | 17 pk bij 5.500 tpm                 |
| Topsnelheid            | 115 km/uur                          | Onbekend                            | 115 km/uur                          | Onbekend                            | 115 km/uur                          | Onbekend                            | Onbekend                            | 115 km/uur                          | Onbekend                            | 115 km/uur                          |
| Primaire aandrijving   | Ketting                             | Ketting                             | Ketting                             | Ketting                             | Ketting                             | Ketting                             | Ketting                             | Ketting                             | Ketting                             | Ketting                             |
| Koppeling              | Meervoudige droge plaat             | Meervoudige droge plaat             | Meervoudige droge plaat             | Meervoudige droge plaat             | Meervoudige droge plaat             | Meervoudige droge plaat             | Meervoudige droge plaat             | Meervoudige droge plaat             | Meervoudige droge plaat             | Meervoudige droge plaat             |
| Versnellingen          | 4                                   | 4                                   | 4                                   | 4                                   | 4                                   | 4                                   | 4                                   | 4                                   | 4                                   | 4                                   |
| Secundaire aandrijving | Ketting                             | Ketting                             | Ketting                             | Ketting                             | Ketting                             | Ketting                             | Ketting                             | Ketting                             | Ketting                             | Ketting                             |
| Rijwielgedeelte        | Open brugframe                      | Open brugframe                      | Open brugframe                      | Open brugframe                      | Open brugframe                      | Open brugframe                      | Open brugframe                      | Dubbel wiegframe                    | Dubbel wiegframe                    | Dubbel wiegframe                    |
| Voorvork               | Telescoopvork                       | Telescoopvork                       | Telescoopvork                       | Telescoopvork                       | Telescoopvork                       | Telescoopvork                       | Telescoopvork                       | Telescoopvork                       | Telescoopvork                       | Telescoopvork                       |
| Achtervork             | Star                                | Star                                | Star                                | Star                                | Plunjervering                       | Plunjervering                       | Plunjervering                       | Swingarm                            | Swingarm                            | Swingarm                            |
| Remmen                 | Trommelremmen                       | Trommelremmen                       | Trommelremmen                       | Trommelremmen                       | Trommelremmen                       | Trommelremmen                       | Trommelremmen                       | Trommelremmen                       | Trommelremmen                       | Trommelremmen                       |

## Trivia

### Geoff Duke
Eind jaren veertig namen Harry Tozer, Fred Rist en Bill Nicholson deel aan trials voor BSA. In 1946 nam een zekere G.E. Duke deel aan de British Experts Trial en in 1947 won deze Geoff Duke de Cheshire Championship Trial met een BSA B32 Competition. Daarop bood Bert Perrigo hem een baan in de sportwerkplaats van BSA aan. Duke bleef echter niet lang bij BSA. Hij vertrok naar Norton en debuteerde in de Manx Grand Prix op het eiland Man van 1948 met een 350cc-Norton 40M. Duke zou driemaal wereldkampioen worden met Norton en daarna nog driemaal met een Gilera. 